# Fermín Bereterbide

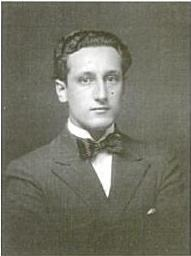
Fermín Bereterbide en su juventud

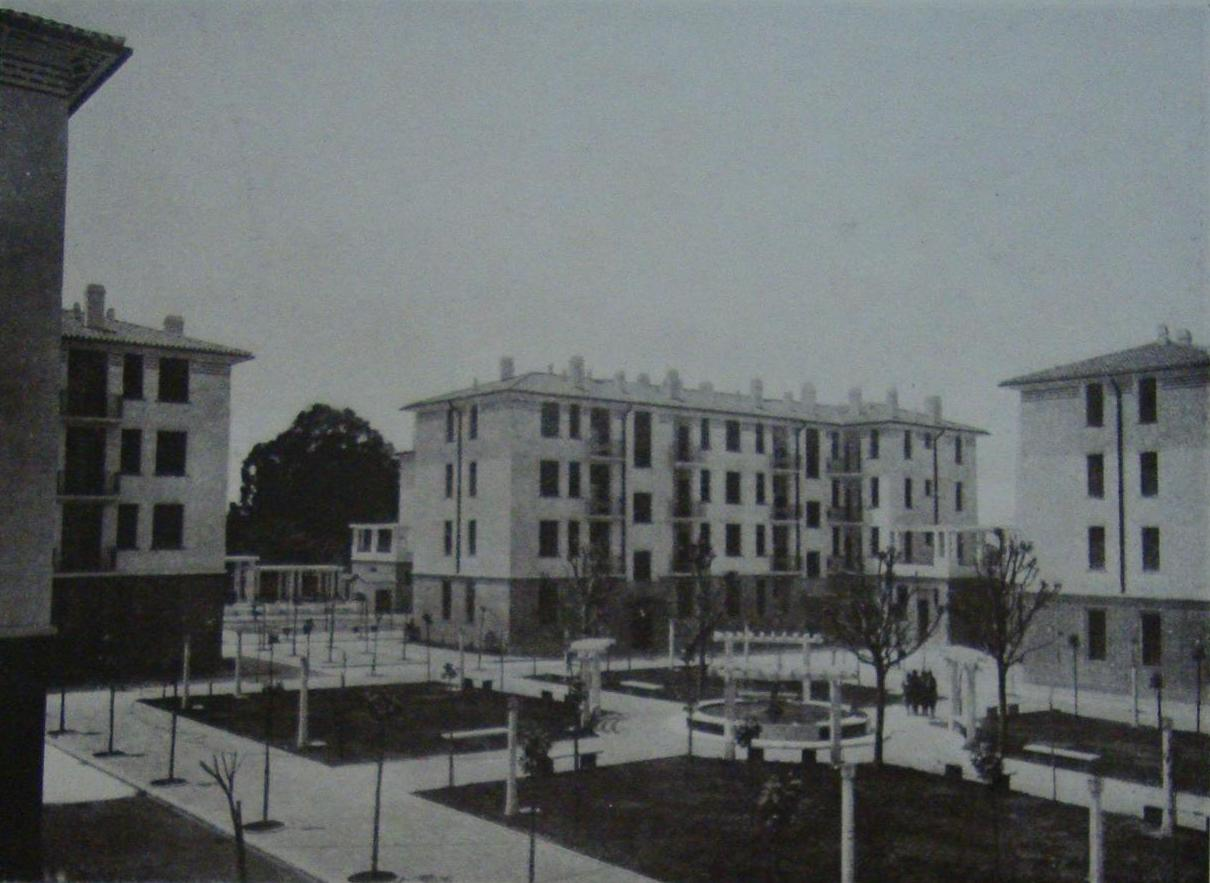
El Barrio Parque Los Andes en 1931

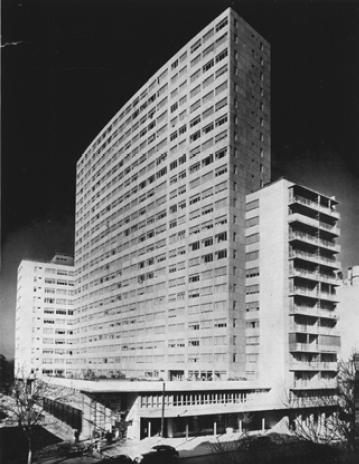
El Edificio Nicolás Repetto hacia 1955

Fermín H. Bereterbide (1895-1979) fue un notable arquitecto argentino, conocido por sus investigaciones teóricas y obras de vivienda colectiva en donde experimentó en búsqueda de un hogar accesible y de calidad para las clases medias y obreras. Siendo uno de los pioneros en sumarse al Movimiento Moderno y crítico de varias posturas de la comunidad arquitectónica argentina en general, fue reconocido recién después de su muerte en 1979.
Nació en Rosario el 14 de enero de 1895, egresando en 1919 de la entonces Escuela de Arquitectura de la Universidad de Buenos Aires. Con tan solo 22 años y acercándose a la ideología socialista, ganó el concurso de la Unión Popular Católica Argentina para construir un barrio obrero en Flores, un edificio con planta en tipología de peine que hoy es conocido como la Mansión de Flores por su tamaño y calidad constructiva tratándose de vivienda económica. [cita requerida]
Con este antecedente, ganó en 1925 un importante concurso de la Municipalidad de Buenos Aires para diseñar tres conjuntos de vivienda obrera en Pompeya, Palermo y Chacarita, de los cuales sólo llegó a construirse el Barrio Parque Los Andes (Chacarita), en donde Bereterbide logró espacios comunes en un patio interno de gran calidad, consiguiendo que con el paso de las décadas, incluso después de su fallecimiento, el conjunto se valorizara cada vez más por su nivel constructivo y por su comunidad de vecinos bien integrada, en parte gracias al buen diseño de los edificios y el parque que los conecta.
Siempre dedicado a la temática de la vivienda obrera y al urbanismo en el siglo XX, supo mantener intensas discusiones y polémicas sobre el tema contra arquitectos de peso en la Sociedad Central de Arquitectos, teniendo una postura crítica que le valió varios enemigos y un lugar marginal dentro de la comunidad profesional. En la década del '30, adscribió con interés creciente a los postulados del Movimiento Moderno que había nacido en Europa, mientras hacía propuestas teóricas a nivel urbano para la futura Avenida 9 de Julio.
Como personaje poco aceptado dentro de la comunidad de arquitectos, se dedicó en las siguientes décadas a diseñar grandes edificios de vivienda para cooperativas. De este período se destaca el inmenso Edificio Nicolás Repetto en el barrio de Caballito, conocido por la gente como “El Elefante Blanco” por su volumen geométrico puro y blanco que se destaca totalmente en una zona que supo ser de casas bajas. Aunque la idea comenzó en 1942, el proyecto fue modificado y terminado por Bereterbide recién hacia 1955, asociado con otro maestro de la arquitectura moderna argentina, Wladimiro Acosta, la preocupación de ambos en este proyecto fue el correcto asoleamiento y la ventilación razonable de todos los departamentos del edificio, logrando que todos ellos miren al este con una gran fachada curva. [cita requerida]
Los mismos temas de diseño fueron centrales en el proyecto de Bereterbide para la cooperativa VAYA, para la cual construyó un gran edificio de departamentos en la calle Güemes 4426 en el año 1948, que se pega a la medianera norte y se abre con una fachada totalmente vidriada y escalonada hacia el sudoeste.
Crítico del urbanismo aséptico y anónimo de la arquitectura moderna, y de la figura de Le Corbusier que pasó a ser respetada en la comunidad arquitectónica argentina, una vez que la ideología academicista fue finalmente vencida y el Movimiento Moderno fue aceptado, Bereterbide permaneció como marginal hasta su muerte en 1979. En ese momento, el postmodernismo vivía su auge, y el urbanismo del Movimiento Moderno empezaba a ser cada vez más criticado, y es en ese contexto que la figura de Bereterbide comenzó recién a valorizarse como caso excepcional en la arquitectura argentina.